# 噶勒丹多尔济
噶勒丹多尔济（？—1692年），博尔济吉特氏，蒙古土谢图汗部中旗札萨克多罗郡王，土谢图汗察珲多尔济之长子。
康熙二十五年（1686年），噶勒丹多尔济随父前往库伦伯勒齐尔盟，授札萨克。康熙二十六年（1687年），率宰桑额尔德尼额尔克等向清廷进贡。康熙二十七年（1688年），同台吉额尔齐穆岱青在特穆尔抵御噶尔丹，兵败后自齐奇尔台归附清廷。康熙二十九年（1690年），其同族昆都伦伯博硕克图衮布遭噶尔丹所掠，命选兵随尚书阿喇尼一同赴土拉河相援。康熙三十年（1691年）进京朝贡，至多伦诺尔会阅，封为多罗郡王，仍兼札萨克。康熙三十一年（1692年）去世。
噶勒丹多尔济之子敦多布多尔济袭其爵，在其父察珲多尔济去世后又袭土谢图汗。